# 雙和
雙和，又稱中永和，是台灣新北市的中和、永和等2行政區的合稱，兩地因位置相鄰、並曾劃屬同一行政區，而有共同的發展淵源並相提並論。
雙和面積只有約26平方公里，人口卻高達60萬餘人，每平方公里有約25,000人居住。

## 概述
永和區位於雙和東北側，其西北、東北及東南隔新店溪分別與台北市的萬華區、中正區、文山區為界；幅員較大的中和區位於雙和西南側，其西北、西南、東南分別與新北市的板橋區、土城區、新店區相鄰，北邊及東邊各有一小段隔新店溪與台北市的萬華區、文山區為界。
中永和於1958年以前長期屬同一行政區（日治時期的中和、戰後初期的中和鄉），兩地關係密切。在交通方面，中和區雖然可透過華中橋直通台北市，但每日仍有大量通勤人口利用台北捷運中和新蘆線及數十線公車穿越永和區往返台北市；永和區的車輛要前往中、南部也大多經由位於中和區的中和交流道進入福爾摩沙高速公路。
最近通車的捷運有環狀線，目前臺北捷運正在規劃萬大中和樹林線，路線經過雙和地區。
在都市規劃方面，中永和最初仿效英國花園城市的概念，規劃大量狹窄迂迴的道路與緊密的街廓，但並未加以控管導致人口急遽增長，導致原先規劃的舒適空間變得擁塞雜亂，該處也經常讓人如同置身迷宮般容易迷路，故有網友創作出《中永和之歌》。